# Denis Jeffrey
Denis Jeffrey est professeur canadien, titulaire à la faculté des sciences de l’éducation de l’Université Laval, membre régulier du Centre de recherche interuniversitaire sur la formation et la profession enseignante. 
Il travaille depuis 1995 sur le thème des interactions éducatives entre enseignants et élèves. Il s'intéresse notamment à l'éthique et aux droits des enseignants, à la violence scolaire et à la posture d'autorité. À côté de ses recherches en éducation,  il mène des travaux sur la culture jeune dans une perspective socio-anthropologique. Il a publié plusieurs études sur les rites d'initiation et l'épistémologie des rites.

## Publications
- 1998 – Jouissance du sacré. Paris, Armand Colin.
- 1999 – Enseigner et séduire, Codirection avec Clermont Gauthier, Québec, Presses de l'Université Laval.
- 1999 – La morale dans la classe, Québec, Presses de l'Université Laval.
- 2000 – Enseigner et punir, codirection avec Claude Simard, Québec, Presses de l'Université Laval.
- 2000 – Rompre avec la vengeance, Lecture de René Girard. Québec, Presses de l'Université Laval.
- 2001 – Exploration d’Internet, recherches en éducation et rôle des professionnels de l’enseignement, codirection avec M. Kaszap et G. Lemire, Québec, PUL et Paris L’Harmattan.
- 2003 – Éloge des rituels. Québec, Presses de l'Université Laval.
- 2005 – Jeunesse à risques, rites et passages, codirection avec David Le Breton, Québec, Presses de l'Université Laval.
- 2005 – Enseigner et former à l’éthique, codirection avec Christiane Gohier. Québec, Presses de l'Université Laval.
- 2005 – La sociologie compréhensive, codirection avec Michel Maffesoli. Québec, Presses de l'Université Laval.
- 2006 – Enseignants dans la violence, Québec, Presses de l'Université Laval.
- 2007 – Identité en errance, Codirection avec Pierre Boudreault, Québec, Presses de l'Université Laval.
- 2008 – Chemins vers l’âge d’homme. Les risques à l’adolescence, Codirection avec Thierry Goguel D’Allondans, Québec, Presses de l'Université Laval.
- 2011 –  Violences et crimes. Manifestations et remèdes. Codirection avec Rachid Ringa, Rabat.
- 2012 – Codes, corps et rituels dans la culture jeune. Codirection avec Jocelyn Lachance, Québec, Presses de l'Université Laval.
- 2013  – L'éthique dans l'évaluation scolaire, Québec, Presses de l'Université Laval.
- 2014 –  Séries cultes et culte de la série chez les jeunes, Codirection avec Jocelyn Lachance et Martin Julier-Costes, Québec, Presses de l'Université Laval, Paris, Hermann éditeur.
- 2015 – Laïcité et signes religieux à l'école, Québec, Presses de l'Université Laval.
- 2015 – La fabrication des rites, Codirection avec Angelo Cardita, Québec, Presses de l'Université Laval, Paris, Hermann éditeur.
- 2016 – Penser l'adolescence. Approches socio-anthropologique. Codirection avec Jocelyn Lachancce et David Le Breton, Paris, Presses Universitaires de France.
- 2016 – Jeunes et djihadisme. Les conversions interdites. Codirection avec Jocelyn Lachance. Québec, Presses de l'Université Laval.
- 2016 –  Éthique et insubordination en éducation. Corédigé avec David Harvengt. Québec, Presses de l'Université Laval.
- 2016 – Les solidarités humanistes. Codirection avec Obrillant Damus. Port-au-Prince, Presses Universitaires Mondiales.
- 2017 – Pour une éducation à la paix dans un monde violent. Codirection avec C. Wolf, J.P. Saint-Fleur et O. Damus. Paris, L'Harmattan.
- 2018 – Rites et Identités. Codirection avec Martine Roberge. Québec, Presses de l'Université Laval.
- 2018 – Rites et ritualisations. Codirection avec Martine Roberge. Québec, Presses de l'Université Laval.
- 2020 – Enseignants, Enseignantes. Toutes, tous à risque de poursuites criminelles. Corédigé avec David Harvengt, Québec, Presses de l’Université Laval.
- 2020 – Le programme Éthique et culture religieuse. Impasses et Avenir. Corédigé avec Sivane Hirsch, Québec, Presses de l’Université Laval.

- 2023 - Former les futurs enseignants et enseignantes à l'éthique professionnelle: constats, attentes et perspective. COdirigé Denis Jeffrey et      Christophe Point, Québec, Presses de l'Université Laval.
- 2024 - Reflets. Manuel de l'élève pour le cours Culture et citoyenneté québécoise. Première secondaire. Montréal, Chenelière Éducation.
- 2024 - Reflets. Manuel de l'élève pour le cours Culture et citoyenneté québécoise. Deuxième secondaire. Montréal, Chenelière Éducation.